# Insane Speed
Insane Speed sont des montagnes russes sans sol du parc Janfusun Fancyworld, situé à Koo-Kung Hsiang, dans le Comté de Yunlin, à Taïwan.

## Le circuit
Le circuit de Insane Speed fait quatre inversions: un looping vertical, un looping plongeant et des tire-bouchons entrelacés.

## Statistiques
- 7 wagons par train. Les passagers sont placés 4 de front sur un seul rangs pour un total de 28 passagers par wagon.